# Corona de Napoleó
La corona de Napoleó va ser una corona de coronació fabricada per a Napoleó i utilitzada en la seva coronació com a emperador dels francesos el 2 de desembre de 1804. Napoleó va anomenar a aquesta corona la "corona de Carlemany", que era el nom de l'antiga corona de la coronació dels reis de França. que havia estat destruïda durant la Revolució francesa. Aquest nom va permetre a Napoleó comparar-se amb el famós monarca medieval Carlemany, rei dels francs i emperador romà.

## Orígens

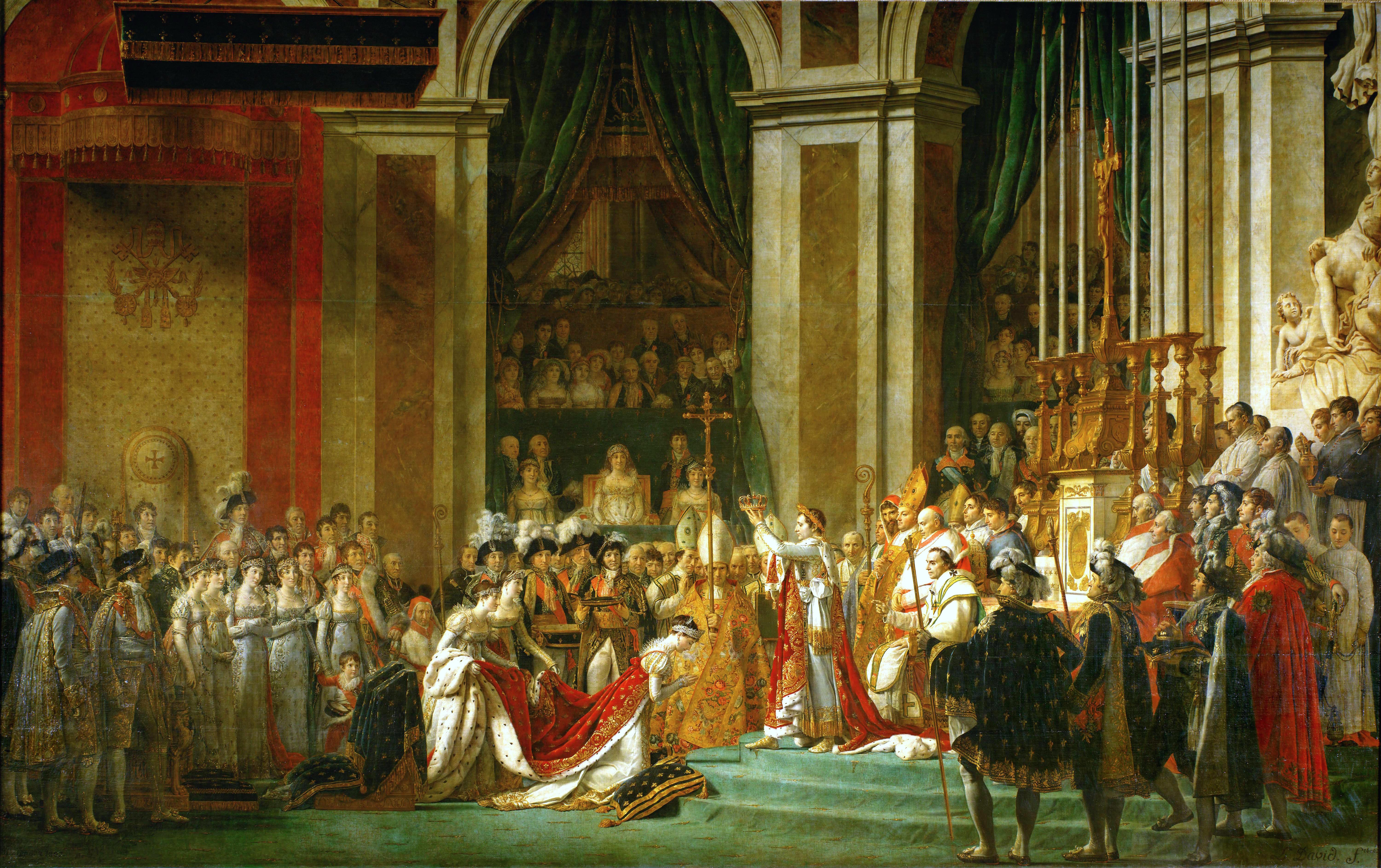
La coronació de Napoleó, obra de Jacques-Louis David.

La Revolució francesa de la dècada del 1790 havia provocat la destrucció de la majoria de les antigues joies de la Corona francesa, juntament amb l'abolició de la monarquia francesa i l'execució del rei Lluís XVI i la reina Maria Antonieta. Originalment, la corona de Lluís XV de França se suposava que tindria una col·lecció completa dels Diamants de Mazarin, el diamant Sancy en la flor de lis a la part superior dels arcs, i el diamant 'Regent', així com centenars d'altres diamants preciosos, robis, maragdes i safirs. No obstant això, el diamant Sancy no estava a la corona el dia de la coronació. Va ser a la col·lecció de Vasily Rudanovsky - un col·leccionista d'art rus que va comprar el diamant durant la revolució francesa i el va vendre el 1828 al príncep Demidoff. Tot i que Napoleó havia aconseguit recuperar el diamant "Regent" de Rússia, l'absència del "Sancy" era irritant. Els diamants tenien un significat reial sagrat, i sense ell, el papa s'arriscava a ser ridiculitzat per la cort de Napoleó.
Quan Napoleó es va declarar emperador dels francesos una dècada després, va decidir crear una nova regalia imperial, la peça central de la qual era la seva "corona Carlemany".

## Ús

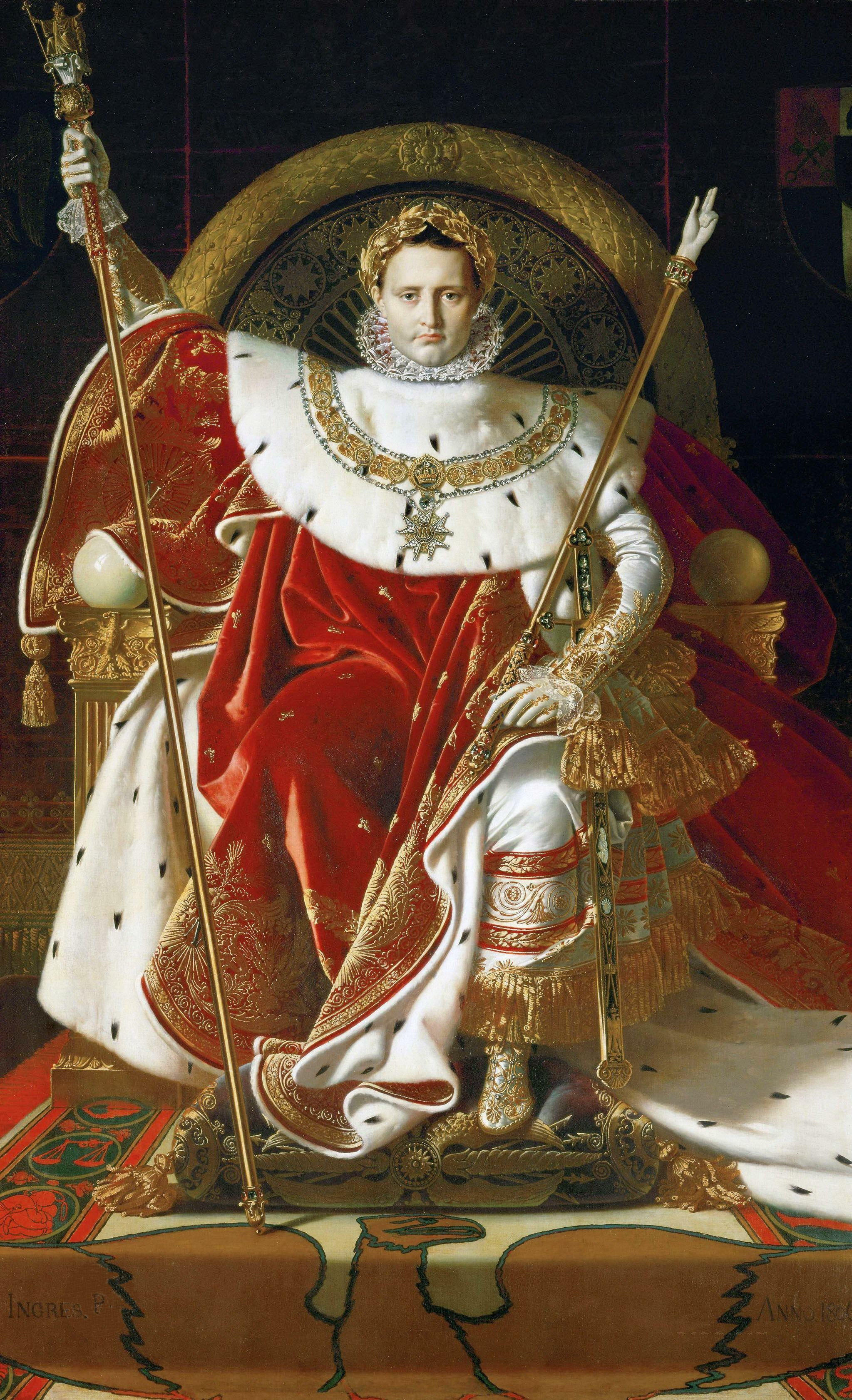
Napoleó al seu tron imperial, amb la seva corona de fulles de llorer.
obra de Jean Auguste Dominique Ingres el 1806.

En la pròpia coronació, que no va tenir lloc en la localització tradicional de les coronacions reals franceses, la catedral de Reims, sinó a Notre Dame a París, va utilitzar dues corones. Inicialment, va posar-se al cap la corona de llorer dels emperadors romans. Posteriorment, va posar-se breument la corona imperial de Carlemany al cap, després la va tocar al cap de la seva emperadriu, Josephine.

## Disseny
Com era la norma amb les corones europees, la corona de Napoleó està formada per vuit mitjos arcs. Estan decorats amb camafeus de closques i coralines tallades que es troben en un globus daurat i sobre el qual hi ha una creu. La corona en si mateixa és d'estil medieval simulat, feta totalment d'or i de decoració metàl·lica i no conté la cobertura principal amb diamants i joies de moda en les corones fetes al segle xix.

## Després de l'Imperi
La corona de Napoleó es va utilitzar fins al seu segon derrocament el 1815. El rei lluis XVIII, germà de Lluís XVI, va ser instal·lat al tron com a rei de França després del derrocament de Napoleó. En contrast amb el seu germà i amb Napoleó, el nou rei va optar per no tenir una coronació. Quan el seu germà Carles X es va convertir en rei el 1824, va reinstal·lar la tradicional coronació monàrquica a Reims i va ser coronat amb la corona real francesa pre-revolucionària restant, la Corona de Lluís XV. No va haver-hi més coronacions franceses, imperials ni reials, després del derrocament de Carles X el 1830.
Quan Napoleó III es va proclamar emperador francès el 1852, va optar per no tenir una coronació ni portar la corona de Napoleó I. No obstant això, es va crear una corona per a l'emperadriu Eugènia, la corona de l'emperadriu Eugènia.

## Venda de les joies de la corona francesa
El 1885, per impedir altres intents de restauracions reals o imperials, l'Assemblea Nacional francesa va optar per vendre la majoria de les joies de la corona francesa. Només un grapat de corones es van guardar per raons històriques, tot i que les seves precioses joies van ser reemplaçades per vidres decorats. La corona de Napoleó I va ser un de les poques conservades. Ara s'exhibeix al museu del Louvre a París.